# Дьюэр, Уильям (конгрессмен)
Уильям Дьюэр (англ. William Duer; 18 марта 1743 — 7 мая 1799) — американский юрист британского происхождения, коммерсант и биржевой спекулянт. Дьюэр был активным сторонником ратификации Конституции США и писал в её поддержку статьи под псевдонимом "Фило-Публиус". Он был членом Континентального конгресса, а так же Конвенции, которая работала над созданием конституции Нью-Йорка. В 1778 году он подписал Статьи Конфедерации, и считается одним из отцов-основателей США. В 1791 году его необдуманные действия привели его к разорению, что инициировало Банковский кризис 1792 года, первый экономический кризис в истории США. Дьюэр попал в долговую тюрьму, где остался до конца жизни.

## Ранние годы
Дьюэр родился в Англии в графстве Девон в 1743 году. Он был сыном Джона Дьюэра, плантатора с острова Антигуа, и Френсис Фрий, дочери сэра Фредерика Фрия, который служил в Вест-Индии. Дьюэр окончил Итонский колледж и вступил в армию в звании энсина. Он был адъютантом Роберта Клайва, когда от прибыл в Индию в 1762 году. Дьюэр плохо переносил индийский климат, поэтому Клайв отправил его обратно в Англию, где Дьюэр прожил 5 лет. Когда умер его отец, Дьюэр получил по наследству его владения на Доминике.
Дьюэр покинул армию и переселился на Антигуа. Оттуда он несколько раз помещал Нью-Йорк (впервые в 1768 году), где договаривался о поставках пиломатериалов на свои доминиканские плантации. Он вёл дела с Филипом Скайлером, который в начале 1770-х уговорил его переселиться в провинцию Нью-Йорк. Дьюэр купил себе участок земли около Олбани. В этой местности, известной как Форт Миллер, он построил дом, склад и лесопилки. В 1773 году он вернулся в Англию, где заключил контракт на поставку леса для военно-морского флота. К 1776 году он построил довольно успешный бизнес, основанный в основном на производстве пиломатериалов.

## В годы революции
Первоначально Дьюэр был умеренным вигом, который стремился избегать активного противостояния британской политике, но, несмотря на это, в 1775 году он стал членом Провинциального конгресса штата Нью-Йорк. В 1776 году он попал в состав комитета, который разрабатывал проект Конституции штата Нью-Йорк. 
Он стал членом первого Законодательного собрания штата, а 9 сентября 1777 года стал сенатором штата Нью-Йорк от восточного департамента. Он прослужил на этой должности до 30 июня 1778 года. В 1778 году он стал депутатом Континентального конгресса. 
В 1779 году Дьюэр вернулся к частному бизнесу. Он занялся поставками для американской армии, пользуясь своими связями с финансистом Робертом Моррисом.
В 1787 году Александр Гамильтон собрал группу авторов для создания статей в поддержку Конституции для сборника «Федералист». Дьюэр был тоже приглашён и написал две статьи, но они остались незавершёнными и не вошли в финальный сборник.
11 сентября 1789 года Гамильтон был назначен Государственным казначеем и в тот же день были назначены пять его помощников. Первым помощником секретаря казначейства был назначен Дьюэр, которого Гамильтон знал ещё со времени обучения в колледже. Этот выбор имел серьёзные последствия для Гамильтона, поскольку Дьюэр имел наклонности к рискованным коммерческим операциям, и это впоследствии подорвало репутацию Гамильтона. Дьюэр имел подходящий для этой должности опыт и его политические взгляды совпадали со взглядами Гамильтона. Историк Рон Чернов писал, что Дьюэр «страдал тяжелой формой моральной близорукости (moral myopia) и плохо чувствовал грань между государственной службой и личной выгодой». В ту осень Гамильтон разрабатывал реформы, которые должны были поднять стоимость государственных ценных бумаг, и эту информацию надо было хранить в тайне, но, как позже выяснилось, Дьюэр успел скупить большое количество этих бумаг. Он слишком откровенно обсуждал планы казначейства, из-за чего уже через неделю после назначения Гамильтона подробности его финансовой политики стали известны биржевым игрокам в Амстердаме. Из-за таких поступков Дьюэра по стране пошли слухи о том, что Казначейство погрязло в коррупции.
Гамильтон требовал от сотрудников департамента особенно строгих стандартов поведения, не разрешал им участвовать в биржевых спекуляциях и старался избегать конфликта интересов. Удивительно, что он не замечал махинаций Дьюэра. Гамильтон хорошо разбирался в человеческих характерах, но в случае с Дьюэром его интуиция подвела его.

### Статьи
- Robert F. Jones. William Duer and the Business of Government in the Era of the American Revolution (англ.) // The William and Mary Quarterly. — Omohundro Institute of Early American History and Culture, 1975. — Vol. 32, iss. 3. — P. 393-416.